# Миллер, Лешек
Ле́шек Цеза́рий Миллер (пол. Leszek Cezary Miller; род. 3 июля 1946, Жирардув, Мазовецкое воеводство) — польский политик, премьер-министр Польши с 19 октября 2001 по 2 мая 2004 года. Депутат Сейма I, II, III и IV созывов (до 2005 года).

## Биография

### Ранняя жизнь
Родом из бедной рабочей семьи, правнук Элиаса, сына Мосиека и Суры Миллер, родившийся в 1840 году в Кутно (Элиас Миллер перешел из иудаизма в христианство в 1869 году в Неборове). Когда ему было 6 месяцев, родители развелись, и он воспитывался матерью. В молодости работал на льняной фабрике, учился в электроэнергетическом техникуме. Проходил воинскую службу в военно-морском флоте на подводной лодке ORP Bielik.

### Политическая карьера
Был активистом Социалистического Союза Молодёжи, в 1969 году вступил в ПОРП. В 1973—1974 годах был секретарём ячейки ПОРП на льняной фабрике в Жирардуве. По рекомендации прошёл обучение и получил диплом магистра политических наук в Высшей школе политических наук при ЦК ПОРП, после чего работал в аппарате ЦК ПОРП. В 1986 году стал первым секретарём Скерневицкого воеводства, в декабре 1988 года избран секретарём ЦК ПОРП, председателем комиссии ЦК по вопросам молодёжи, ассоциаций и общественных организаций. В 1989 году принимал участие в Круглом столе, где с участием ПОРП, Солидарности и церкви обсуждались вопросы переустройства Польши. 29 июля 1989 года был введён в Политбюро ЦК ПОРП.
В начале 90-х стал одним из руководителей партии «Социал-демократия Республики Польша» (СДРП), входившей в коалицию Союз демократических левых сил (СДЛС). В 1993—1996 годах был министром труда и социальной политики в кабинетах В. Павляка и Ю. Олексы. В 1997 году занимал пост министра внутренних дел и администрации.

### Премьер-министр Польши (2001—2004)
15 апреля 1999 года возглавил Союз демократических левых сил, объединивший партии и движения левоцентристской направленности в рамках единой партии. 19 октября 2001 года по итогам выборов, на которых СДЛС получил 41,04 % голосов на выборах в Сейм и 75 мест на выборах в Сенат, сформировал правительство и стал премьер-министром.
На посту премьер-министра столкнулся с экономическими проблемами (безработица, низкий рост ВВП, значительный государственный долг), которые сумел разрешить лишь частично. Активно участвовал в переговорах о вступлении Польши в Евросоюз. 7 и 8 июня 2003 года по этому вопросу в стране был проведён референдум, на котором 77,45 % населения высказались за вступление Польши в Евросоюз. Также Л. Миллер поддержал участие польских войск во вторжении в Ирак в 2003 году, а в 2002 году разрешил правительству США открыть секретную тюрьму ЦРУ на польской базе Старе-Кейкуты.
Его премьерство ознаменовалось несколькими коррупционными скандалами.
Заявил об уходе в отставку 2 мая 2004 года, на следующий день после вступления Польши в Евросоюз. Чуть раньше, 6 марта 2004 года, ушёл с поста председателя партии СДЛС и вскоре покинул партию из-за несогласия с недостаточно «левой» политикой партии. Возглавил созданную им же партию «Польская левица», придерживающуюся социал-демократической ориентации.

### После премьерства
10 декабря 2011 года вновь избран лидером Союза демократических левых сил на четырехлетний срок. На парламентских выборах 2015 года не был переизбран в Сейм и 23 января 2016 года покинул пост главы партии.
На выборах в Европарламент 2019 года, баллотируясь от списка Европейской коалиции, получил мандат депутата 9-го созыва. В Европарламенте стал членом Прогрессивного альянса социалистов и демократов и членом Комитета по внутреннему рынку и защите потребителей. В 2021 году не присоединился к недавно созданной Новой левой фракции социалистов и демократов, возглавляя фракцию Левые за Европу.
18 марта 2021 года, после юридической перерегистрации СДЛС в Новые левые, объявил о своём выходе из партии.
Польский еженедельник «Wprost» дважды называл Миллера человеком года в Польше — в 2001 и 2002 годах.